# Vasilis Michaelides
Vasilis Michaelides, auch Vassilis Michaelides (* um 1850 in Leukonoikon; † 18. Dezember 1917 in Limassol), war ein zyprischer Dichter und Maler.
Michaelides gilt als bedeutendster Dichter Zyperns. Seine Werke schrieb er im griechisch-zyprischen Dialekt. Geboren wurde er um das Jahr 1850 im Dorf Leukonoikon in der Nähe von Famagusta. Michaelides studierte zunächst Ikonenmalerei in Nikosia und Larnaka.
1873 erschienen seine ersten Gedichte Die Zinswucherei und Schwalben und Eulen. 1875 reiste Michaelides nach Italien, um in Neapel sein Malereistudium fortzusetzen. Drei Jahre später kehrte er nach Zypern zurück und arbeitete für die Zeitung Wahrheit in Famagusta. Im Jahr 1882 veröffentlichte er seine erste Gedichtsammlung mit dem Titel Die kranke Lyra. Von 1884 an arbeitete er als ehrenamtlicher Krankenpfleger im Hospital von Famagusta. 1888 gab er das satirische Blatt Diabolos heraus. 1893 entstanden die Werke Anerada, Chiotin und sein wohl bekanntestes Gedicht 9. Juli 1821. 1911 veröffentlichte er einen Gedichtband mit dem schlichten Titel Gedichte. Vier Jahre später schrieb er das Werk Vision des Romäers.
Michaelides litt lange Jahre unter Alkoholismus und starb vollkommen verarmt.